# Cele mai bune 100 de episoade din toate timpurile

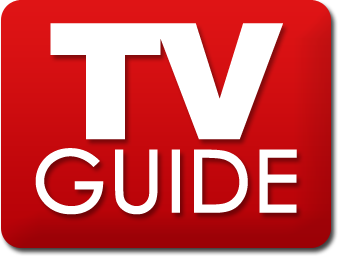

Cele mai bune 100 de episoade din toate timpurile (100 Greatest Episodes of All-Time în 1997 și Top 100 Episodes of All Time în 2009) este o listă a revistei TV Guide cu cele mai bune 100 de seriale TV americane care au influențat cultura occidentală. Prima listă a apărut în 28 iunie 1997 și a doua în 15 iunie 2009 în colaborare cu TV Land. Doar unul dintre 13 contribuitori la lista din 2009 a fost implicat în lista din 1997.

## Lista din 1997 – Top 20
1. The Mary Tyler Moore Show — „Chuckles Bites the Dust” (1975)
2. I Love Lucy — „Lucy Does a TV Commercial” (1952)
3. Spitalul de urgență — „Love's Labor Lost” (1995)
4. Seinfeld — „The Boyfriend” (1992)
5. The Odd Couple — „Password” (1972)
6. The Honeymooners — „The $99,000 Answer” (1956)
7. Cheers — "Thanksgiving Orphans” (1986)
8. The Dick Van Dyke Show — „Coast-to-Coast Big Mouth” (1965)
9. The Bob Newhart Show — „Over the River and Through the Woods” (1975)
10. Dosarele X — „Viziuni” (1995)
11. Zona crepusculară —  „To Serve Man” (1962)
12. Fawlty Towers —  „The Germans” (1975)
13. All in the Family —  „Sammy's Visit” (1972)
14. Wiseguy —  „Blood Dance” (1988)
15. The Dick Van Dyke Show —  „It May Look Like a Walnut” (1963)
16. Columbo —  „Columbo: Murder by the Book” (1971)
17. Familia Simpson —  „The Crepes of Wrath” (1990)
18. I Love Lucy —  „Lucy's Italian Movie” (1956)
19. Taxi —  „Latka the Playboy” (1981)
20. M*A*S*H —  „Abyssinia, Henry” (1975)

## Lista din 2009 – Top 10
1. Seinfeld—"The Contest"[4]
2. The Sopranos—"College"
3. The Mary Tyler Moore Show—"Chuckles Bites the Dust"
4. I Love Lucy—"Lucy Does a TV Commercial"
5. Lost—"Pilot"
6. ER—"Love's Labor Lost"
7. The Honeymooners—"Better Living Through TV"
8. Mad Men—"Nixon vs. Kennedy"
9. All in the Family—"Cousin Maude's Visit"
10. 24—"Day 1: 12:00 a.m.–1:00 a.m."

## Legături externe
- Lista din 1997 (Versiune alternativă) la IMDb
- Lista din 2009 la IMDb

## Vezi și
- 1997 în televiziune
- 2009 în televiziune
- Cele mai bune 50 de seriale din toate timpurile